# بیماری فاربر
بیماری فاربر که لیپوگرانولوماتوز یا سرامیدوز (به انگلیسی: Farber disease) نیز خوانده می‌شود، نوعی بیماری ذخیره‌ای لیزوزومی است.

## علائم بالینی

### نوع شدید بیماری
- زمان تولد: طبیعی.
- دوران نوزادی و شیرخوارگی: در چند هفته یا چند ماه اول زندگی با تورم دردناک و سفتی مفاصل، ندولهای قابل لمس زیر جلدی در پوست اطراف مفاصل مبتلا، گریه خشن، ارتشاح بینابینی ریوی، تاخیر تکامل، اشکال در تغذیه و اختلال رشد، تب متناوب و تحریک پذیری قابل توجه تظاهر می‌کنند. در برخی از بیماران بزرگی کبد، کدورت قرنیه و لکه قرمز آلبالویی در ماکولا دیده شود. افزایش در تعداد و اندازه ندولها و توسعه گرانولوما در حلق و حنجره، ایجاد بلع مشکل و انسداد راه هوایی می‌کند. مرگ بیمار تا ۲ سالگی در اثر عوارض ریوی رخ می‌دهد.

### نوع خفیف تر و نادر بیماری
در این نوع کنتراکتور زانوها، مچ دست و انگشتان در وضعیت خم شده، ندولهای زیر جلدی با هوش طبیعی و بدون گرفتاری کبد و ریه دیده می‌شود. زندگی بیمار تا اوایل کودکی یا اواخر نوجوانی ادامه می‌یابد و مرگ در اثر سوءتغذیه شدید و ذات الریه رخ می‌دهد. در تعداد کمی از بیماران بزرگی کبد و طحال و ارتشاح شدید ریوی از دوره نوزادی بدون وجود ندولهای زیرجلدی دیده می‌شود و مرگ در عرض
چند ماه رخ می‌دهد. نوع نادر دیگر با تاخیر تکامل، پسرفت عملکردها از ۱۲ تا ۲۴ ماهگی، عدم تعادل، ترمور، رژیدیتی، تشنج و کاهش رفلکسهای تاندونی، سفتی مفاصل و ندولهای زیر جلدی تظاهر می‌کند که در آن مرگ بیمار در حدود سه سالگی رخ می‌دهد.

## نقص آنزیم
نقص در آنزیم سرامیداز.

## توارث ژنتیکی
اتوزوم مغلوب.

## میزان بروز
نادر.

## روش تشخیص
- بررسی آنزیم: در فیبروبلاستها.
- بیوپسی از ندولهای پوستی.

## درمان
حمایتی است. در انواع خفیف بیماری، پیوند مغز استخوان یا سلولهای بنیادی خونساز باعث بهبودی نسبی در علائم غیر عصبی می‌گردد.

## آزمون تشخیص قبل از تولد
بررسی آنزیم در آمنیوسیتهای کشت شده یا نمونه پرز کوریونی.